# Polo aquático nos Jogos Olímpicos de Verão de 2016 - Masculino
O torneio masculino de polo aquático nos Jogos Olímpicos de 2016, no Rio de Janeiro, realizou-se entre 6 e 20 de agosto de 2016, com jogos no Parque Aquático Maria Lenk e no Estádio Aquático Olímpico.

## Calendário
| G | Fase de grupos | ¼ | Quartas de final | ½ | Semifinais | B | Disputa pelo bronze | F | Final |

| Evento↓/Data → | Sáb 6 | Dom 7 | Seg 8 | Ter 9 | Qua 10 | Qui 11 | Sex 12 | Sáb 13 | Dom 14 | Seg 15 | Ter 16 | Qua 17 | Qui 18 | Sáb 20 | Sáb 20 | Dom 21 | Dom 21 |
| -------------- | ----- | ----- | ----- | ----- | ------ | ------ | ------ | ------ | ------ | ------ | ------ | ------ | ------ | ------ | ------ | ------ | ------ |
| Masculino      | G     |       | G     |       | G      |        | G      |        | G      |        | ¼      |        | ½      |        |        | B      | F      |

## Medalhistas
A Sérvia estreou-se como campeã olímpica de polo aquático graças à vitória sobre a Croácia na final. Já a Itália ganhou o bronze frente a Montenegro.
|  | SRB Sérvia |  | CRO Croácia |  | ITA Itália |
|  | Gojko Pijetlović Dušan Mandić Živko Gocić Sava Ranđelović Miloš Ćuk Duško Pijetlović Slobodan Nikić Milan Aleksić Nikola Jakšić Filip Filipović Andrija Prlainović Stefan Mitrović Branislav Mitrović |  | Josip Pavić Damir Burić Antonio Petković Luka Lončar Maro Joković Luka Bukić Xavier García Andro Bušlje Sandro Sukno Ivan Krapić Anđelo Šetka Marko Macan Marko Bijač |  | Stefano Tempesti Francesco Di Fulvio Niccolò Gitto Pietro Figlioli Alessandro Velotto Michaël Bodegas Andrea Fondelli Valentino Gallo Christian Presciutti Nicholas Presciutti Matteo Aicardi Alessandro Nora Marco Del Lungo |

## Qualificação
| País-sede                                     |                                   |          | 1  | Brasil         |
| Super final da Liga Mundial de 2015           | 23 a 28 de junho de 2015          | Bérgamo  | 1  | Sérvia         |
| Campeonato Mundial de 2015                    | 27 de julho a 8 de agosto de 2015 | Cazã     | 2  | Croácia        |
| Campeonato Mundial de 2015                    | 27 de julho a 8 de agosto de 2015 | Cazã     | 2  | Grécia         |
| Jogos Pan-Americanos de 2015                  | 7 a 15 de julho de 2015           | Toronto  | 1  | Estados Unidos |
| Qualificação Asiática de 2015                 | 16 a 20 de dezembro de 2015       | Foshan   | 1  | Japão          |
| Campeonato Europeu de 2015                    | 10 a 23 de janeiro de 2016        | Belgrado | 1  | Montenegro     |
| Representante da Oceania                      |                                   |          | 1  | Austrália      |
| Torneio Pré-Olímpico Mundial de Polo Aquático | 3 a 10 de abril de 2016           | Trieste  | 4  | Hungria        |
| Torneio Pré-Olímpico Mundial de Polo Aquático | 3 a 10 de abril de 2016           | Trieste  | 4  | Itália         |
| Torneio Pré-Olímpico Mundial de Polo Aquático | 3 a 10 de abril de 2016           | Trieste  | 4  | Espanha        |
| Torneio Pré-Olímpico Mundial de Polo Aquático | 3 a 10 de abril de 2016           | Trieste  | 4  | França         |
| Total                                         |                                   |          | 12 | 12             |

## Sorteio
A divisão dos potes foi anunciada a 10 de abril de 2016, mesmo dia que ocorreu o sorteio:
| Pote 1           | Pote 2              | Pote 3                     | Pote 4         | Pote 5           | Pote 6           |
| ---------------- | ------------------- | -------------------------- | -------------- | ---------------- | ---------------- |
| Sérvia · Croácia | Grécia · Montenegro | Estados Unidos · Austrália | França · Japão | Hungria · Itália | Espanha · Brasil |

## Árbitros
Os seguintes árbitros foram selecionados para o torneio:
- ARG Germán Moller
- AUS Daniel Flahive
- AZE Mark Koganov
- BRA Fábio Toffoli
- CAN Marie-Claude Deslières
- CHN Ni Shiwei
- CRO Nenad Peris
- EGY Hatem Gaber
- ESP Francesc Buch
- FRA Benjamin Mercier
- GRE Georgios Stavridis
- HUN Péter Molnár
- IRI Masoud Rezvani
- ITA Filippo Gomez
- JPN Tadao Tahara
- MNE Stanko Ivanovski
- NED Diana Dutilh-Dumas
- POL Radosław Koryzna
- ROU Adrian Alexandrescu
- RSA Dion Willis
- RUS Sergey Naumov
- SLO Boris Margeta
- SRB Vojin Putniković
- USA Joseph Peila

## Fase de grupos
Na fase de grupos as equipas ficaram distribuídas em dois grupos de seis seleções cada. A competição foi disputada em formato todos-contra-todos, e as quatro primeiras classificadas de cada agrupamento ficaram apuradas para as quartas de final.
Todos as partidas seguem o horário de Brasília (UTC-3).

### Grupo A
|  | Equipes classificadas para a fase seguinte |

| Pos | Equipe    | P | J | V | E | D | GP | GC | SG  |
| --- | --------- | - | - | - | - | - | -- | -- | --- |
| 1   | Hungria   | 7 | 5 | 2 | 3 | 0 | 57 | 43 | +14 |
| 2   | Grécia    | 6 | 5 | 2 | 2 | 1 | 41 | 40 | +1  |
| 3   | Brasil    | 6 | 5 | 3 | 0 | 2 | 40 | 39 | +1  |
| 4   | Sérvia    | 6 | 5 | 2 | 2 | 1 | 49 | 44 | +5  |
| 5   | Austrália | 5 | 5 | 2 | 1 | 2 | 44 | 40 | +4  |
| 6   | Japão     | 0 | 5 | 0 | 0 | 5 | 36 | 61 | –25 |

Ordenamento da classificação: 1) Pontos; 2) Pontos no confronto direto; 3) Diferença de gols no confronto direto; 4) Gols marcados no confronto direto; 5) Diferença de gols.
| 6 de agosto 09:00 | Relatório | Sérvia                                     | 13–13 | Hungria       | Parque Aquático Maria Lenk, Rio de Janeiro Árbitros: ROU Adrian Alexandrescu POL Radosław Koryzna |
| 6 de agosto 09:00 | Relatório | Pontuação por períodos: 3–5, 3–4, 3–2, 4–2 |       |               | Parque Aquático Maria Lenk, Rio de Janeiro Árbitros: ROU Adrian Alexandrescu POL Radosław Koryzna |
| 6 de agosto 09:00 | Relatório | Filipović 3                                | Gols  | Hosnyánszky 3 | Parque Aquático Maria Lenk, Rio de Janeiro Árbitros: ROU Adrian Alexandrescu POL Radosław Koryzna |

| 6 de agosto 13:00 | Relatório | Grécia                                     | 8–7  | Japão                | Parque Aquático Maria Lenk, Rio de Janeiro Árbitros: RUS Sergey Naumov MNE Stanko Ivanovski |
| 6 de agosto 13:00 | Relatório | Pontuação por períodos: 2–0, 2–3, 0–4, 4–0 |      |                      | Parque Aquático Maria Lenk, Rio de Janeiro Árbitros: RUS Sergey Naumov MNE Stanko Ivanovski |
| 6 de agosto 13:00 | Relatório | Vlachopoulos 3                             | Gols | Arai, Takei, Okawa 2 | Parque Aquático Maria Lenk, Rio de Janeiro Árbitros: RUS Sergey Naumov MNE Stanko Ivanovski |

| 6 de agosto 20:50 | Relatório | Brasil                                     | 8–7  | Austrália             | Parque Aquático Maria Lenk, Rio de Janeiro Árbitros: ITA Filippo Gomez ESP Francesc Buch |
| 6 de agosto 20:50 | Relatório | Pontuação por períodos: 3–2, 2–1, 2–2, 1–2 |      |                       | Parque Aquático Maria Lenk, Rio de Janeiro Árbitros: ITA Filippo Gomez ESP Francesc Buch |
| 6 de agosto 20:50 | Relatório | Delgado 3                                  | Gols | Campbell, Cotterill 2 | Parque Aquático Maria Lenk, Rio de Janeiro Árbitros: ITA Filippo Gomez ESP Francesc Buch |

| 8 de agosto 09:00 | Relatório | Sérvia                                     | 9–9  | Grécia      | Parque Aquático Maria Lenk, Rio de Janeiro Árbitros: AZE Mark Koganov USA Joseph Peila |
| 8 de agosto 09:00 | Relatório | Pontuação por períodos: 1–2, 0–2, 4–3, 4–2 |      |             | Parque Aquático Maria Lenk, Rio de Janeiro Árbitros: AZE Mark Koganov USA Joseph Peila |
| 8 de agosto 09:00 | Relatório | Filipović 2                                | Gols | Fontoulis 4 | Parque Aquático Maria Lenk, Rio de Janeiro Árbitros: AZE Mark Koganov USA Joseph Peila |

| 8 de agosto 13:00 | Relatório | Hungria                                    | 9–9  | Austrália  | Parque Aquático Maria Lenk, Rio de Janeiro Árbitros: SLO Boris Margeta ITA Filippo Gomez |
| 8 de agosto 13:00 | Relatório | Pontuação por períodos: 4–3, 2–2, 1–3, 2–1 |      |            | Parque Aquático Maria Lenk, Rio de Janeiro Árbitros: SLO Boris Margeta ITA Filippo Gomez |
| 8 de agosto 13:00 | Relatório | Vámos, Dé. Varga, Hárai 2                  | Gols | Campbell 4 | Parque Aquático Maria Lenk, Rio de Janeiro Árbitros: SLO Boris Margeta ITA Filippo Gomez |

| 8 de agosto 19:30 | Relatório | Japão                                      | 8–16 | Brasil  | Parque Aquático Maria Lenk, Rio de Janeiro Árbitros: CRO Nenad Peris ESP Francesc Buch |
| 8 de agosto 19:30 | Relatório | Pontuação por períodos: 2–5, 1–3, 4–4, 1–4 |      |         | Parque Aquático Maria Lenk, Rio de Janeiro Árbitros: CRO Nenad Peris ESP Francesc Buch |
| 8 de agosto 19:30 | Relatório | Shiga, Takei, Okawa 2                      | Gols | Vrlić 5 | Parque Aquático Maria Lenk, Rio de Janeiro Árbitros: CRO Nenad Peris ESP Francesc Buch |

| 10 de agosto 09:00 | Relatório | Austrália                                  | 8–6  | Japão          | Parque Aquático Maria Lenk, Rio de Janeiro Árbitros: ESP Francesc Buch USA Joseph Peila |
| 10 de agosto 09:00 | Relatório | Pontuação por períodos: 1–2, 2–1, 3–2, 2–1 |      |                | Parque Aquático Maria Lenk, Rio de Janeiro Árbitros: ESP Francesc Buch USA Joseph Peila |
| 10 de agosto 09:00 | Relatório | Kayes 4                                    | Gols | Takei, Okawa 2 | Parque Aquático Maria Lenk, Rio de Janeiro Árbitros: ESP Francesc Buch USA Joseph Peila |

| 10 de agosto 10:20 | Relatório | Grécia                                     | 8–8  | Hungria | Parque Aquático Maria Lenk, Rio de Janeiro Árbitros: CRO Nenad Peris AZE Mark Koganov |
| 10 de agosto 10:20 | Relatório | Pontuação por períodos: 1–2, 1–1, 4–2, 2–3 |      |         | Parque Aquático Maria Lenk, Rio de Janeiro Árbitros: CRO Nenad Peris AZE Mark Koganov |
| 10 de agosto 10:20 | Relatório | Vlachopoulos 3                             | Gols | Hárai 3 | Parque Aquático Maria Lenk, Rio de Janeiro Árbitros: CRO Nenad Peris AZE Mark Koganov |

| 10 de agosto 19:30 | Relatório | Brasil                                     | 6–5  | Sérvia                                              | Parque Aquático Maria Lenk, Rio de Janeiro Árbitros: FRA Benjamin Mercier CHN Ni Shiwei |
| 10 de agosto 19:30 | Relatório | Pontuação por períodos: 0–2, 3–1, 2–0, 1–2 |      |                                                     | Parque Aquático Maria Lenk, Rio de Janeiro Árbitros: FRA Benjamin Mercier CHN Ni Shiwei |
| 10 de agosto 19:30 | Relatório | Vrlić 2                                    | Gols | Mandić, Ranđelović, Nikić, Filipović, S. Mitrović 1 | Parque Aquático Maria Lenk, Rio de Janeiro Árbitros: FRA Benjamin Mercier CHN Ni Shiwei |

| 12 de agosto 09:00 | Relatório | Hungria                                    | 17–7 | Japão   | Parque Aquático Maria Lenk, Rio de Janeiro Árbitros: MNE Stanko Ivanovski IRI Masoud Rezvani |
| 12 de agosto 09:00 | Relatório | Pontuação por períodos: 5–1, 6–2, 2–2, 4–2 |      |         | Parque Aquático Maria Lenk, Rio de Janeiro Árbitros: MNE Stanko Ivanovski IRI Masoud Rezvani |
| 12 de agosto 09:00 | Relatório | Kis 5                                      | Gols | Takei 3 | Parque Aquático Maria Lenk, Rio de Janeiro Árbitros: MNE Stanko Ivanovski IRI Masoud Rezvani |

| 12 de agosto 19:30 | Relatório | Grécia                                     | 9–4  | Brasil  | Parque Aquático Maria Lenk, Rio de Janeiro Árbitros: SLO Boris Margeta RUS Sergey Naumov |
| 12 de agosto 19:30 | Relatório | Pontuação por períodos: 3–1, 1–1, 3–2, 2–0 |      |         | Parque Aquático Maria Lenk, Rio de Janeiro Árbitros: SLO Boris Margeta RUS Sergey Naumov |
| 12 de agosto 19:30 | Relatório | Dervisis, Fountoulis, Gounas 2             | Gols | Silva 2 | Parque Aquático Maria Lenk, Rio de Janeiro Árbitros: SLO Boris Margeta RUS Sergey Naumov |

| 12 de agosto 22:10 | Relatório | Sérvia                                     | 10–8 | Austrália   | Parque Aquático Maria Lenk, Rio de Janeiro Árbitros: ROU Adrian Alexandrescu ESP Francesc Busch |
| 12 de agosto 22:10 | Relatório | Pontuação por períodos: 2–2, 2–3, 2–1, 4–2 |      |             | Parque Aquático Maria Lenk, Rio de Janeiro Árbitros: ROU Adrian Alexandrescu ESP Francesc Busch |
| 12 de agosto 22:10 | Relatório | Nikić, Aleksić, Prlainović 2               | Gols | Cotterill 2 | Parque Aquático Maria Lenk, Rio de Janeiro Árbitros: ROU Adrian Alexandrescu ESP Francesc Busch |

| 14 de agosto 14:10 | Relatório | Austrália                                  | 12–7 | Grécia       | Parque Aquático Maria Lenk, Rio de Janeiro Árbitros: ITA Filippo Gomez USA Joseph Peila |
| 14 de agosto 14:10 | Relatório | Pontuação por períodos: 5–3, 5–1, 0–1, 2–2 |      |              | Parque Aquático Maria Lenk, Rio de Janeiro Árbitros: ITA Filippo Gomez USA Joseph Peila |
| 14 de agosto 14:10 | Relatório | Cotterill, Howden 3                        | Gols | Fountoulis 3 | Parque Aquático Maria Lenk, Rio de Janeiro Árbitros: ITA Filippo Gomez USA Joseph Peila |

| 14 de agosto 19:30 | Relatório | Sérvia                                     | 12–8 | Japão   | Parque Aquático Maria Lenk, Rio de Janeiro Árbitros: CRO Nenad Peris FRA Benjamin Mercier |
| 14 de agosto 19:30 | Relatório | Pontuação por períodos: 2–5, 3–0, 4–2, 3–1 |      |         | Parque Aquático Maria Lenk, Rio de Janeiro Árbitros: CRO Nenad Peris FRA Benjamin Mercier |
| 14 de agosto 19:30 | Relatório | Filipović 6                                | Gols | Takei 5 | Parque Aquático Maria Lenk, Rio de Janeiro Árbitros: CRO Nenad Peris FRA Benjamin Mercier |

| 14 de agosto 20:50 | Relatório | Brasil                                     | 6–10 | Hungria                     | Parque Aquático Maria Lenk, Rio de Janeiro Árbitros: ESP Francesc Buch MNE Stanko Ivanovski |
| 14 de agosto 20:50 | Relatório | Pontuação por períodos: 0–3, 1–2, 3–3, 2–2 |      |                             | Parque Aquático Maria Lenk, Rio de Janeiro Árbitros: ESP Francesc Buch MNE Stanko Ivanovski |
| 14 de agosto 20:50 | Relatório | Gomes, Perrone 2                           | Gols | Vámos, Hosnyánszky, Hárai 2 | Parque Aquático Maria Lenk, Rio de Janeiro Árbitros: ESP Francesc Buch MNE Stanko Ivanovski |

### Grupo B
|  | Equipes classificadas para a fase seguinte |

| Pos | Equipe         | P | J | V | E | D | GP | GC | SG  |
| --- | -------------- | - | - | - | - | - | -- | -- | --- |
| 1   | Espanha        | 7 | 5 | 3 | 1 | 1 | 46 | 35 | +11 |
| 2   | Croácia        | 6 | 5 | 3 | 0 | 2 | 37 | 37 | 0   |
| 3   | Itália         | 6 | 5 | 3 | 0 | 2 | 40 | 41 | –1  |
| 4   | Montenegro     | 5 | 5 | 3 | 1 | 2 | 36 | 32 | +4  |
| 5   | Estados Unidos | 4 | 5 | 2 | 0 | 3 | 35 | 35 | 0   |
| 6   | França         | 2 | 5 | 1 | 0 | 4 | 28 | 42 | –14 |

Ordenamento da classificação: 1) Pontos; 2) Pontos no confronto direto; 3) Diferença de gols no confronto direto; 4) Gols marcados no confronto direto; 5) Diferença de gols.
| 6 de agosto 10:20 | Relatório | Estados Unidos                             | 5–7  | Croácia          | Parque Aquático Maria Lenk, Rio de Janeiro Árbitros: SLO Boris Margeta AUS Daniel Flahive |
| 6 de agosto 10:20 | Relatório | Pontuação por períodos: 2–2, 1–1, 1–2, 1–2 |      |                  | Parque Aquático Maria Lenk, Rio de Janeiro Árbitros: SLO Boris Margeta AUS Daniel Flahive |
| 6 de agosto 10:20 | Relatório | Azevedo 2                                  | Gols | Joković, Šetka 2 | Parque Aquático Maria Lenk, Rio de Janeiro Árbitros: SLO Boris Margeta AUS Daniel Flahive |

| 6 de agosto 11:40 | Relatório | Espanha                                    | 8–9  | Itália                    | Parque Aquático Maria Lenk, Rio de Janeiro Árbitros: SRB Vojin Putniković GRE Georgios Stavridis |
| 6 de agosto 11:40 | Relatório | Pontuação por períodos: 3–2, 2–1, 1–2, 2–4 |      |                           | Parque Aquático Maria Lenk, Rio de Janeiro Árbitros: SRB Vojin Putniković GRE Georgios Stavridis |
| 6 de agosto 11:40 | Relatório | Molina 4                                   | Gols | Figlioli, C. Presciutti 3 | Parque Aquático Maria Lenk, Rio de Janeiro Árbitros: SRB Vojin Putniković GRE Georgios Stavridis |

| 6 de agosto 19:30 | Relatório | França                                     | 4–7  | Montenegro | Parque Aquático Maria Lenk, Rio de Janeiro Árbitros: AZE Mark Koganov HUN Péter Molnár |
| 6 de agosto 19:30 | Relatório | Pontuação por períodos: 0–2, 0–3, 1–0, 3–2 |      |            | Parque Aquático Maria Lenk, Rio de Janeiro Árbitros: AZE Mark Koganov HUN Péter Molnár |
| 6 de agosto 19:30 | Relatório | Khasz, Crousillat, Marzouki, Peisson 1     | Gols | Radović 3  | Parque Aquático Maria Lenk, Rio de Janeiro Árbitros: AZE Mark Koganov HUN Péter Molnár |

| 8 de agosto 10:20 | Relatório | Itália                                     | 11–8 | França                    | Parque Aquático Maria Lenk, Rio de Janeiro Árbitros: POL Radosław Koryzna RUS Sergey Naumov |
| 8 de agosto 10:20 | Relatório | Pontuação por períodos: 4–3, 4–1, 1–2, 2–2 |      |                           | Parque Aquático Maria Lenk, Rio de Janeiro Árbitros: POL Radosław Koryzna RUS Sergey Naumov |
| 8 de agosto 10:20 | Relatório | Aicardi 4                                  | Gols | Kovacevic, Blary, Simon 2 | Parque Aquático Maria Lenk, Rio de Janeiro Árbitros: POL Radosław Koryzna RUS Sergey Naumov |

| 8 de agosto 11:40 | Relatório | Estados Unidos                             | 9–10 | Espanha     | Parque Aquático Maria Lenk, Rio de Janeiro Árbitros: ROU Adrian Alexandrescu HUN Péter Molnár |
| 8 de agosto 11:40 | Relatório | Pontuação por períodos: 2–4, 3–1, 2–3, 2–2 |      |             | Parque Aquático Maria Lenk, Rio de Janeiro Árbitros: ROU Adrian Alexandrescu HUN Péter Molnár |
| 8 de agosto 11:40 | Relatório | Bonanni 4                                  | Gols | Echenique 3 | Parque Aquático Maria Lenk, Rio de Janeiro Árbitros: ROU Adrian Alexandrescu HUN Péter Molnár |

| 8 de agosto 20:50 | Relatório | Croácia                                    | 8–7  | Montenegro              | Parque Aquático Maria Lenk, Rio de Janeiro Árbitros: GRE Georgios Stavridis AUS Daniel Flahive |
| 8 de agosto 20:50 | Relatório | Pontuação por períodos: 2–2, 2–1, 1–2, 3–2 |      |                         | Parque Aquático Maria Lenk, Rio de Janeiro Árbitros: GRE Georgios Stavridis AUS Daniel Flahive |
| 8 de agosto 20:50 | Relatório | Lončar, Bukić, Sukno 2                     | Gols | Da. Brguljan, Janović 2 | Parque Aquático Maria Lenk, Rio de Janeiro Árbitros: GRE Georgios Stavridis AUS Daniel Flahive |

| 10 de agosto 11:40 | Relatório | França                                     | 3–6  | Estados Unidos | Parque Aquático Maria Lenk, Rio de Janeiro Árbitros: ARG Germán Moller ROU Adrian Alexandrescu |
| 10 de agosto 11:40 | Relatório | Pontuação por períodos: 1–1, 0–4, 0–0, 2–1 |      |                | Parque Aquático Maria Lenk, Rio de Janeiro Árbitros: ARG Germán Moller ROU Adrian Alexandrescu |
| 10 de agosto 11:40 | Relatório | Crousillat, Peisson, Camarasa 1            | Gols | Samuels 3      | Parque Aquático Maria Lenk, Rio de Janeiro Árbitros: ARG Germán Moller ROU Adrian Alexandrescu |

| 10 de agosto 13:00 | Relatório | Montenegro                                 | 5–6  | Itália      | Parque Aquático Maria Lenk, Rio de Janeiro Árbitros: HUN Péter Molnár GRE Georgios Stavridis |
| 10 de agosto 13:00 | Relatório | Pontuação por períodos: 1–2, 1–1, 0–1, 3–2 |      |             | Parque Aquático Maria Lenk, Rio de Janeiro Árbitros: HUN Péter Molnár GRE Georgios Stavridis |
| 10 de agosto 13:00 | Relatório | Da. Brguljan 2                             | Gols | Di Fulvio 3 | Parque Aquático Maria Lenk, Rio de Janeiro Árbitros: HUN Péter Molnár GRE Georgios Stavridis |

| 10 de agosto 20:50 | Relatório | Espanha                                    | 9–4  | Croácia                          | Parque Aquático Maria Lenk, Rio de Janeiro Árbitros: SLO Boris Margeta POL Radosław Koryzna |
| 10 de agosto 20:50 | Relatório | Pontuação por períodos: 2–0, 2–1, 1–2, 4–1 |      |                                  | Parque Aquático Maria Lenk, Rio de Janeiro Árbitros: SLO Boris Margeta POL Radosław Koryzna |
| 10 de agosto 20:50 | Relatório | Echenique 4                                | Gols | Joković, Bušlje, Sukno, García 1 | Parque Aquático Maria Lenk, Rio de Janeiro Árbitros: SLO Boris Margeta POL Radosław Koryzna |

| 12 de agosto 10:20 | Relatório | Croácia                                    | 10–7 | Itália  | Parque Aquático Maria Lenk, Rio de Janeiro Árbitros: AZE Mark Koganov AUS Daniel Flahive |
| 12 de agosto 10:20 | Relatório | Pontuação por períodos: 1–1, 4–3, 3–2, 2–1 |      |         | Parque Aquático Maria Lenk, Rio de Janeiro Árbitros: AZE Mark Koganov AUS Daniel Flahive |
| 12 de agosto 10:20 | Relatório | Sukno 5                                    | Gols | Gallo 2 | Parque Aquático Maria Lenk, Rio de Janeiro Árbitros: AZE Mark Koganov AUS Daniel Flahive |

| 12 de agosto 11:40 | Relatório | Estados Unidos                             | 5–8  | Montenegro     | Parque Aquático Maria Lenk, Rio de Janeiro Árbitros: POL Radosław Koryzna GRE Georgios Stavridis |
| 12 de agosto 11:40 | Relatório | Pontuação por períodos: 1–2, 0–0, 2–2, 2–4 |      |                | Parque Aquático Maria Lenk, Rio de Janeiro Árbitros: POL Radosław Koryzna GRE Georgios Stavridis |
| 12 de agosto 11:40 | Relatório | Samuels 2                                  | Gols | Da. Brguljan 2 | Parque Aquático Maria Lenk, Rio de Janeiro Árbitros: POL Radosław Koryzna GRE Georgios Stavridis |

| 12 de agosto 20:50 | Relatório | Espanha                                    | 10–4 | França       | Parque Aquático Maria Lenk, Rio de Janeiro Árbitros: BRA Fábio Toffoli HUN Péter Molnár |
| 12 de agosto 20:50 | Relatório | Pontuação por períodos: 3–1, 3–0, 1–1, 3–2 |      |              | Parque Aquático Maria Lenk, Rio de Janeiro Árbitros: BRA Fábio Toffoli HUN Péter Molnár |
| 12 de agosto 20:50 | Relatório | Echenique 3                                | Gols | Crousillat 2 | Parque Aquático Maria Lenk, Rio de Janeiro Árbitros: BRA Fábio Toffoli HUN Péter Molnár |

| 14 de agosto 12:50 | Relatório | Montenegro                                 | 9–9  | Espanha  | Parque Aquático Maria Lenk, Rio de Janeiro Árbitros: RUS Sergey Naumov POL Radosław Koryzna |
| 14 de agosto 12:50 | Relatório | Pontuação por períodos: 2–2, 3–2, 2–4, 2–1 |      |          | Parque Aquático Maria Lenk, Rio de Janeiro Árbitros: RUS Sergey Naumov POL Radosław Koryzna |
| 14 de agosto 12:50 | Relatório | Da. Brguljan, Radović, Janović 2           | Gols | Molina 2 | Parque Aquático Maria Lenk, Rio de Janeiro Árbitros: RUS Sergey Naumov POL Radosław Koryzna |

| 14 de agosto 15:30 | Relatório | Estados Unidos                             | 10–7 | Itália                | Parque Aquático Maria Lenk, Rio de Janeiro Árbitros: SLO Boris Margeta SRB Vojin Putniković |
| 14 de agosto 15:30 | Relatório | Pontuação por períodos: 2–4, 3–2, 3–1, 2–0 |      |                       | Parque Aquático Maria Lenk, Rio de Janeiro Árbitros: SLO Boris Margeta SRB Vojin Putniković |
| 14 de agosto 15:30 | Relatório | Obert, Samuels, Azevedo, Bonanni 2         | Gols | Di Fulvio, Figlioli 2 | Parque Aquático Maria Lenk, Rio de Janeiro Árbitros: SLO Boris Margeta SRB Vojin Putniković |

| 14 de agosto 16:50 | Relatório | França                                     | 9–8  | Croácia | Parque Aquático Maria Lenk, Rio de Janeiro Árbitros: CHN Ni Shiwei EGY Hatem Gaber |
| 14 de agosto 16:50 | Relatório | Pontuação por períodos: 3–2, 3–3, 2–1, 1–2 |      |         | Parque Aquático Maria Lenk, Rio de Janeiro Árbitros: CHN Ni Shiwei EGY Hatem Gaber |
| 14 de agosto 16:50 | Relatório | Marzouki 3                                 | Gols | Sukno 3 | Parque Aquático Maria Lenk, Rio de Janeiro Árbitros: CHN Ni Shiwei EGY Hatem Gaber |

## Fase final
A fase final, foi composta de até mais três jogos (para as seleções que disputaram as medalhas), em formato de eliminatória.
|  | Quartas de final | Quartas de final |              |        | Semifinal           | Semifinal           |  |  | Disputa pelo ouro | Disputa pelo ouro |
|  |                  |                  |              |        |                     |                     |  |  |                   |                   |
|  | 16 de agosto     |                  |              |        |                     |                     |  |  |                   |                   |
|  |                  |                  |              |        |                     |                     |  |  |                   |                   |
|  | Hungria          | 9 (2)            |              |        |                     |                     |  |  |                   |                   |
|  | Hungria          | 9 (2)            | 18 de agosto |        |                     |                     |  |  |                   |                   |
|  | Montenegro (pen) | 9 (4)            |              |        |                     |                     |  |  |                   |                   |
|  | Montenegro (pen) | 9 (4)            | Montenegro   | 8      |                     |                     |  |  |                   |                   |
|  | 16 de agosto     |                  | Montenegro   | 8      |                     |                     |  |  |                   |                   |
|  |                  | Croácia          | 12           |        |                     |                     |  |  |                   |                   |
|  | Brasil           | Croácia          | 12           | 6      |                     |                     |  |  |                   |                   |
|  | Brasil           |                  | 20 de agosto | 6      |                     |                     |  |  |                   |                   |
|  | Croácia          | 10               |              |        |                     |                     |  |  |                   |                   |
|  | Croácia          | 10               | Croácia      | 7      |                     |                     |  |  |                   |                   |
|  | 16 de agosto     |                  | Croácia      | 7      |                     |                     |  |  |                   |                   |
|  |                  | Sérvia           | 11           |        |                     |                     |  |  |                   |                   |
|  | Grécia           | Sérvia           | 11           | 5      |                     |                     |  |  |                   |                   |
|  | Grécia           | 18 de agosto     |              | 5      |                     |                     |  |  |                   |                   |
|  | Itália           | 9                |              |        |                     |                     |  |  |                   |                   |
|  | Itália           | 9                | Itália       | 8      | Disputa pelo bronze | Disputa pelo bronze |  |  |                   |                   |
|  | 16 de agosto     |                  | Itália       | 8      | Disputa pelo bronze | Disputa pelo bronze |  |  |                   |                   |
|  |                  | Sérvia           | 10           |        |                     |                     |  |  |                   |                   |
|  | Sérvia           | Sérvia           | 10           | 10     | Montenegro          | 10                  |  |  |                   |                   |
|  | Sérvia           |                  |              | 10     | Montenegro          | 10                  |  |  |                   |                   |
|  | Espanha          | 7                |              | Itália | 12                  |                     |  |  |                   |                   |
|  | Espanha          | 7                |              |        | 12                  |                     |  |  |                   |                   |
|  |                  |                  |              |        |                     |                     |  |  | 20 de agosto      |                   |
|  |                  |                  |              |        |                     |                     |  |  |                   |                   |

|  | Classificação 5–8 | Classificação 5–8 |    |              | Disputa pelo 5º lugar | Disputa pelo 5º lugar |  |
|  |                   |                   |    |              |                       |                       |  |
|  | 18 de agosto      |                   |    |              |                       |                       |  |
|  | Hungria           | 14                |    |              |                       |                       |  |
|  | Brasil            | 3                 |    |              |                       |                       |  |
|  |                   |                   |    |              |                       |                       |  |
|  |                   |                   |    |              | 20 de agosto          |                       |  |
|  |                   |                   |    |              | Hungria               | 12                    |  |
|  |                   | Grécia            | 10 |              |                       |                       |  |
|  |                   |                   |    |              |                       |                       |  |
|  |                   |                   |    |              |                       |                       |  |
|  |                   |                   |    |              | Disputa pelo 7º lugar |                       |  |
|  | 18 de agosto      | 18 de agosto      |    | 20 de agosto | 20 de agosto          |                       |  |
|  | Grécia            | 9                 |    | Brasil       | 8                     |                       |  |
|  | Espanha           | 7                 |    |              | Espanha               | 9                     |  |

### Quartas de final
| 16 de agosto 11:00 | Relatório | Hungria                                             | 9–9  | Montenegro | Estádio Aquático Olímpico, Rio de Janeiro Árbitros: AZE Mark Koganov USA Joseph Peila |
| 16 de agosto 11:00 | Relatório | Pontuação por períodos: 1–2, 2–3, 3–3, 3–1 PEN: 2–4 |      |            | Estádio Aquático Olímpico, Rio de Janeiro Árbitros: AZE Mark Koganov USA Joseph Peila |
| 16 de agosto 11:00 | Relatório | Erdélyi, Vámos 3                                    | Gols | Ivović 3   | Estádio Aquático Olímpico, Rio de Janeiro Árbitros: AZE Mark Koganov USA Joseph Peila |

| 16 de agosto 12:20 | Relatório | Sérvia                                     | 10–7 | Espanha  | Estádio Aquático Olímpico, Rio de Janeiro Árbitros: AUS Daniel Flahive POL Radosław Koryzna |
| 16 de agosto 12:20 | Relatório | Pontuação por períodos: 3–1, 4–2, 0–2, 3–2 |      |          | Estádio Aquático Olímpico, Rio de Janeiro Árbitros: AUS Daniel Flahive POL Radosław Koryzna |
| 16 de agosto 12:20 | Relatório | Mandić 4                                   | Gols | Molina 3 | Estádio Aquático Olímpico, Rio de Janeiro Árbitros: AUS Daniel Flahive POL Radosław Koryzna |

| 16 de agosto 15:10 | Relatório | Brasil                                     | 6–10 | Croácia           | Estádio Aquático Olímpico, Rio de Janeiro Árbitros: ROU Adrian Alexandrescu FRA Benjamin Mercier |
| 16 de agosto 15:10 | Relatório | Pontuação por períodos: 2–3, 1–4, 3–1, 0–2 |      |                   | Estádio Aquático Olímpico, Rio de Janeiro Árbitros: ROU Adrian Alexandrescu FRA Benjamin Mercier |
| 16 de agosto 15:10 | Relatório | Gomes 3                                    | Gols | Joković, García 3 | Estádio Aquático Olímpico, Rio de Janeiro Árbitros: ROU Adrian Alexandrescu FRA Benjamin Mercier |

| 16 de agosto 16:30 | Relatório | Grécia                                     | 5–9  | Itália     | Estádio Aquático Olímpico, Rio de Janeiro Árbitros: SLO Boris Margeta RUS Sergey Naumov |
| 16 de agosto 16:30 | Relatório | Pontuação por períodos: 0–2, 2–2, 1–2, 2–3 |      |            | Estádio Aquático Olímpico, Rio de Janeiro Árbitros: SLO Boris Margeta RUS Sergey Naumov |
| 16 de agosto 16:30 | Relatório | Fountoulis, Mourikis 2                     | Gols | Figlioli 3 | Estádio Aquático Olímpico, Rio de Janeiro Árbitros: SLO Boris Margeta RUS Sergey Naumov |

### Classificação 5º–8º lugar
| 18 de agosto 11:00 | Relatório | Hungria                                    | 13–4 | Brasil    | Estádio Aquático Olímpico, Rio de Janeiro Árbitros: ITA Filippo Gomez IRI Masoud Rezvani |
| 18 de agosto 11:00 | Relatório | Pontuação por períodos: 4–1, 3–0, 4–3, 2–0 |      |           | Estádio Aquático Olímpico, Rio de Janeiro Árbitros: ITA Filippo Gomez IRI Masoud Rezvani |
| 18 de agosto 11:00 | Relatório | Erdélyi 4                                  | Gols | Delgado 2 | Estádio Aquático Olímpico, Rio de Janeiro Árbitros: ITA Filippo Gomez IRI Masoud Rezvani |

| 18 de agosto 15:10 | Relatório | Grécia                                     | 9–7  | Espanha  | Estádio Aquático Olímpico, Rio de Janeiro Árbitros: SLO Boris Margeta CRO Nenad Peris |
| 18 de agosto 15:10 | Relatório | Pontuação por períodos: 1–0, 2–1, 4–3, 2–3 |      |          | Estádio Aquático Olímpico, Rio de Janeiro Árbitros: SLO Boris Margeta CRO Nenad Peris |
| 18 de agosto 15:10 | Relatório | Afroudakis, Mourikis 2                     | Gols | Molina 4 | Estádio Aquático Olímpico, Rio de Janeiro Árbitros: SLO Boris Margeta CRO Nenad Peris |

### Semifinal
| 18 de agosto 12:20 | Relatório | Montenegro                                 | 8–12 | Croácia  | Estádio Aquático Olímpico, Rio de Janeiro Árbitros: ROU Adrian Alexandrescu USA Joseph Peila |
| 18 de agosto 12:20 | Relatório | Pontuação por períodos: 3–4, 2–3, 1–1, 2–4 |      |          | Estádio Aquático Olímpico, Rio de Janeiro Árbitros: ROU Adrian Alexandrescu USA Joseph Peila |
| 18 de agosto 12:20 | Relatório | Da. Brguljan, Ivović 3                     | Gols | Bušlje 4 | Estádio Aquático Olímpico, Rio de Janeiro Árbitros: ROU Adrian Alexandrescu USA Joseph Peila |

| 18 de agosto 16:30 | Relatório | Itália                                     | 8–10 | Sérvia                         | Estádio Aquático Olímpico, Rio de Janeiro Árbitros: GRE Georgios Stavridis AUS Daniel Flahive |
| 18 de agosto 16:30 | Relatório | Pontuação por períodos: 0–3, 2–3, 0–1, 6–3 |      |                                | Estádio Aquático Olímpico, Rio de Janeiro Árbitros: GRE Georgios Stavridis AUS Daniel Flahive |
| 18 de agosto 16:30 | Relatório | Velotto, Gallo, C. Presciutti 2            | Gols | Nikić, Filipović, Prlainović 2 | Estádio Aquático Olímpico, Rio de Janeiro Árbitros: GRE Georgios Stavridis AUS Daniel Flahive |

### Disputa pelo sétimo lugar
| 20 de agosto 11:40 | Relatório | Brasil                                     | 8–9  | Espanha                      | Estádio Aquático Olímpico, Rio de Janeiro Árbitros: SRB Vojin Putniković MNE Stanko Ivanovski |
| 20 de agosto 11:40 | Relatório | Pontuação por períodos: 1–3, 2–1, 1–2, 4–3 |      |                              | Estádio Aquático Olímpico, Rio de Janeiro Árbitros: SRB Vojin Putniković MNE Stanko Ivanovski |
| 20 de agosto 11:40 | Relatório | Gomes, Silva, Guimarães 2                  | Gols | Minguell, Szirányi, Tahull 2 | Estádio Aquático Olímpico, Rio de Janeiro Árbitros: SRB Vojin Putniković MNE Stanko Ivanovski |

### Disputa pelo quinto lugar
| 20 de agosto 16:30 | Relatório | Hungria                                    | 12–10 | Grécia                                        | Estádio Aquático Olímpico, Rio de Janeiro Árbitros: AZE Mark Koganov USA Joseph Peila |
| 20 de agosto 16:30 | Relatório | Pontuação por períodos: 2–1, 4–4, 3–3, 3–2 |       |                                               | Estádio Aquático Olímpico, Rio de Janeiro Árbitros: AZE Mark Koganov USA Joseph Peila |
| 20 de agosto 16:30 | Relatório | Zalánki, Kis 3                             | Gols  | Mylonakis, Afroudakis, Gounas, Vlachopoulos 2 | Estádio Aquático Olímpico, Rio de Janeiro Árbitros: AZE Mark Koganov USA Joseph Peila |

### Disputa pelo bronze
| 20 de agosto 13:00 | Relatório | Montenegro                                 | 10–12 | Itália          | Estádio Aquático Olímpico, Rio de Janeiro Árbitros: SLO Boris Margeta RUS Sergey Naumov |
| 20 de agosto 13:00 | Relatório | Pontuação por períodos: 1–2, 3–3, 3–4, 3–3 |       |                 | Estádio Aquático Olímpico, Rio de Janeiro Árbitros: SLO Boris Margeta RUS Sergey Naumov |
| 20 de agosto 13:00 | Relatório | Janović 3                                  | Gols  | C. Presciutti 4 | Estádio Aquático Olímpico, Rio de Janeiro Árbitros: SLO Boris Margeta RUS Sergey Naumov |

### Final
| 20 de agosto 17:50 | Relatório | Croácia                                    | 7–11 | Sérvia   | Estádio Aquático Olímpico, Rio de Janeiro Árbitros: GRE Georgios Stavridis HUN Péter Molnár |
| 20 de agosto 17:50 | Relatório | Pontuação por períodos: 2–3, 1–3, 2–3, 2–2 |      |          | Estádio Aquático Olímpico, Rio de Janeiro Árbitros: GRE Georgios Stavridis HUN Péter Molnár |
| 20 de agosto 17:50 | Relatório | Sukno 3                                    | Gols | Mandić 4 | Estádio Aquático Olímpico, Rio de Janeiro Árbitros: GRE Georgios Stavridis HUN Péter Molnár |

## Classificação final
| Pos.              | Equipe             | Campanha (V–E–D) |
| ----------------- | ------------------ | ---------------- |
| Medalha de ouro   | SRB Sérvia         | 5–2–1            |
| Medalha de prata  | CRO Croácia        | 5–0–3            |
| Medalha de bronze | ITA Itália         | 5–0–3            |
| 4                 | MNE Montenegro     | 2–2–4            |
| 5                 | HUN Hungria        | 4–4–0            |
| 6                 | GRE Grécia         | 3–2–3            |
| 7                 | ESP Espanha        | 4–1–3            |
| 8                 | BRA Brasil         | 3–0–5            |
| 9                 | AUS Austrália      | 2–1–2            |
| 10                | USA Estados Unidos | 2–0–3            |
| 11                | FRA França         | 1–0–4            |
| 12                | JPN Japão          | 0–0–5            |